# インゴ
インゴ（本名：Kourosh Amini、1967年1月4日 - ）は、コメディーからシリアスまで幅広い役柄をこなす日本在住の外国人タレントである。イラン、テヘラン出身、男性。複数の芸能事務所に登録している。

## 来歴
1990年に来日し、1996年より芸能活動を開始する。大塚製薬ファイブミニ（テレフォンショッピング編）やクラレ（ミラバケッソ）など、CMに出演した。2007年からソニーが発売するカメラのヨーロッパおよびアメリカ合衆国全域でのポスター単独モデルに永久起用されている。
デヴィ・スカルノから「日本一エレガントなコメディアン」と言われ、楽屋裏での嫌味のないコメディートークは各番組制作会社からも「キャスティングにインゴを加えると撮影が楽しくなる」と言われている。芸名が公表されやすいバラエティー番組での出演歴が少ない。
芸名は、芸能活動開始以前からの友人である俳優の鶴見辰吾が名づけた。
現在芸能活動とともに、ハリウッド俳優であるフレッド・マックィーンのアジアマネージャーを兼任している。

## 特徴
身長は165cm。細身で顔も小さく全体のバランスは取れており、モデルとしても活躍している。ソフトな口調で自前のネタを披露する。常にスーツとネクタイを着用し、視力は抜群であるが、普段は伊達眼鏡をかけている。
フランス大統領ニコラ・サルコジに身長と顔が似ていることから、河崎実の映画『ギララの逆襲/洞爺湖サミット危機一発』でフランス大統領ソルコジ役に抜擢された。同映画の公式サイト では、監督日記に「今回の映画の飛び道具、彼の仕草のセンスは往年の有島一郎を彷彿させる」と記され、試写会ではビートたけしに演技を絶賛された。

## ネタ
「いつから日本にいるんですか」と聞くと「明日入れたら3日目です」や、「どこから来たんですか」と聞くと「五反田から来ました」など、質問者全員に自前のネタを披露する。
延々と5歳の息子の自慢話をしたあげく、自分が幼稚園児に変装した写真を見せる。なお、これはネタであり、実際には子供はいない。

## 主な出演
レギュラー出演中
- YouTube インゴの丼　日本の食紹介番組　毎週火曜日
- TBS　マイク Family Show（レギュラー）　マイク　主役  毎週土曜23:24 - 23:30
- ケーブルテレビ品川　旅番組「トビーが行く!」　トビー役　リポーター　(2009～2013年現在も出演中)

映画
- 日本以外全部沈没（2006年）
- ギララの逆襲/洞爺湖サミット危機一発（2008年） - エスカルーゴ・ソルコジ仏大統領 役
- 明日への遺言（2008年）
- 20世紀少年 第2章 最後の希望（2009年） - サルコジ大統領 役
- ゼブラーマン -ゼブラシティの逆襲-（2010年） - レポーター 役
- ファイナル・ジャッジメント（2012年）オウラン兵 役

CM
- ABC MART ベルボイ役(2013年) AKB48、篠田麻里子と共演
- 大塚製薬 ファイブミニ　新商品篇(2007年) 上野樹里と共演
- クラレミラバケッソ
- ポニーキャニオン
- NEC　ビジネスマン役
- 日清焼そばU.F.O.男塾リング篇　レフリー役
- 富士ゼロックスピアノ篇　ピアニスト役
- NTTドコモ「アマルフィ ビギンズ・エントランス」篇
- TOTO * TOTO TOILET BIKE NEO　saving water篇（2011年）

加瀬亮と共演　世界CMアカデミー賞　日本代表に選出
- 味の素オリーブオイル
- HONDA　イタリア人のオーナー役　野村萬斎と共演
- グリコ　ポッキー
- J:COM
- 平和 (パチンコ)　リポーター役
- ブリヂストン
- セキスイハイム　大統領役
- アース製薬　ゴキジェット　大統領役
- ロッテ　クリミオ　ピエロ役　浅田真央と共演
- ミスタードーナツ　サッカーのオーディエンス
- トヨタカローラ　４０年アニバーサリー　宇宙人　主役
- トヨタ・ヴィッツ　*いち髪　アーティスト役
- ソニー　世界ver ３年契約
- ミツビシ モータース

TV
- マイク Family Show（レギュラー）　マイク　主役
- NHK解体新ショー
- NHKアートエンターテインメント 迷宮美術館
- NHK謎缶
- NHK東京裁判
- 有閑倶楽部
- 富豪刑事（準レギュラー）
- 森田一義アワー 笑っていいとも!　日本のこころ575
- 怒りオヤジ
- 奇跡体験!アンビリバボー再現VTR
- ザ!世界仰天ニュース再現VTR
- NHKスペシャル　ヒューマン　藤原竜也と共演
- ジャパンツーリスト　司会
- ザ・ベストハウス123
- めちゃ×2イケてるッ!
- SMAP×SMAP　ルイス・フィゴー：ポルトガルのサッカー選手の役、西遊記：沙悟浄役
- さんまのからくりTV
- メイドインジャパン　イラン代表　雨上がり決死隊と共演
- ビートたけしの日本のミカタ
- スマステーション　オープニング　2年
- 仮面ライダーガヴ 第8話 アマント・サルディーナ役[2]

PV
- トヨタ・カローラ2300年の人間
- リア・ディゾン LOVE YOU　大学教授役
- JUJU OPEN YOUR HEART　お父さん役
- オレンジレンジ オシャレ番長 主役
- ラッシュ (バス用品) LUSH石鹸LUSH LIFE KITCHEN
- EXILE いつかきっと…
- サザンオールスターズ music man　ジプシー役
- Superfly
- T.M.Revolution
- マクドナルド　ビッグマック　サイトＰＶシェフ役
- ガゼット
- カトゥーン
- 岡崎体育

YouTube
- YouTube インゴの丼　日本の食紹介番組　毎週火曜日

ケーブルTV
- スカパー!　食と旅のフーディーズTV　あっぱれ！NIPPON珍フード

ラジオ
- レインボータウンエフエム放送 IFC世界わくわく一周紀行　コメンテーター　準レギュラー　毎月最終日曜　79.2 MHz　19時～20時

ゲーム
- セガ wii ミブリテブリ　幼稚園児役

教材
- ベネッセコーポレーション　こどもちゃれんじ　おさらいマン　二年契約

舞台
- コーカサスの白墨の輪（松たか子主演

コンテスト
- M-1グランプリ　黒船　2010年　3回戦まで進出